# حصن أهل محمد

تعديل مصدري - تعديل

حصن أهل محمد هي إحدى قرى عزلة أحور بمديرية أحور التابعة لمحافظة أبين، بلغ تعداد سكانها 787 نسمة حسب تعداد اليمن لعام 2004.